# Yassine Benajiba
Yassine Benajiba, né le 1er novembre 1984 à Etterbeek en Belgique, est un ancien joueur de football belgo-marocain. Il occupait le poste de milieu de terrain.

## Carrière
Yassine Benajiba joue en Belgique, à Chypre, au Maroc, et au Luxembourg.
Il dispute 19 matchs en première division belge avec le club du Royal Excelsior Mouscron.
Il participe aux tours préliminaires de la Ligue des champions et de la Ligue Europa lors de son passage au Luxembourg.

## Palmarès
- Champion du Luxembourg en 2014 et 2016 avec Dudelange
- Vainqueur de la Coupe du Luxembourg en 2013 avec la Jeunesse d'Esch et en 2016 avec Dudelange